# Балада про білогриву
«Балада про білогриву» — радянський художній фільм 1975 року, знятий режисером Ташходжою Акрамовим на студії «Узбектелефільм».

## Сюжет
Про душевну красу людини, про її любов до людей, природи та рідних місць. Дія фільму відбувається в узбецькому кишлаку, де здавна живе легенда про білогривого коня, якого можуть побачити лише закохані.

## У ролях
- Ровшан Агзамов — головна роль
- Шукур Бурханов — головна роль
- Тахір Нармухамедов — наречений
- М. Ахмедова — роль другого плану
- Д. Атамурадова — роль другого плану
- Матлюба Алімова — роль другого плану

## Знімальна група
- Режисер — Ташходжа Акрамов
- Сценарист — Ріхсівой Мухамеджанов
- Оператор — Вайос Лендіс
- Композитор — Богдан Троцюк